# 诺塞勒
诺塞勒（法語：Naucelles，法語發音：[nosɛl]）是法国康塔尔省的一个市镇，位于该省西南部，属于欧里亚克区。

## 地理
诺塞勒（44°57'32"N, 2°25'8"E）面积11.69 平方千米，位于法国奥弗涅-罗讷-阿尔卑斯大区康塔爾省，该省份为法国中南部省份，位于法國中央高原中心，北起科雷兹省、上盧瓦爾省和多姆山省，西接洛特省和科雷兹省，南至阿韦龙省和洛特省，东临上盧瓦爾省和洛泽尔省。
与诺塞勒接壤的市镇（或旧市镇、城区）包括：欧里亚克、克朗代勒、雷亚克、圣西蒙、伊特拉克。

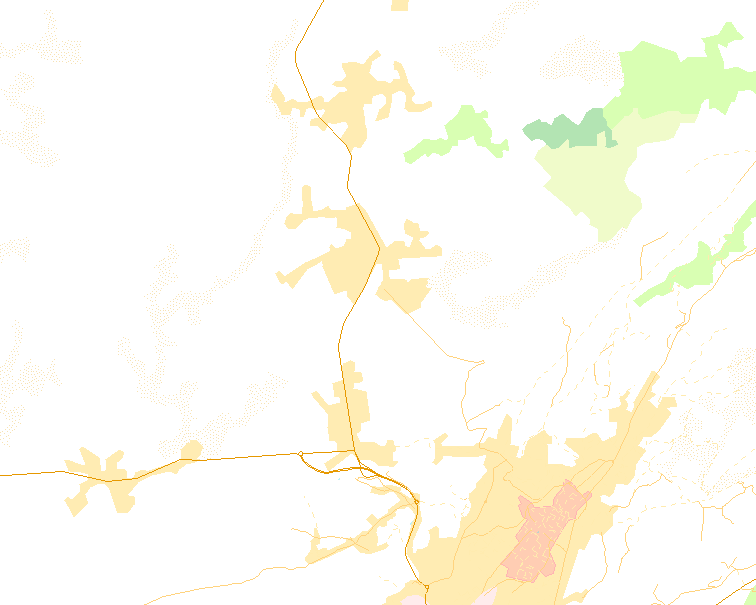
诺塞勒的OSM定位图

诺塞勒的时区为UTC+01:00、UTC+02:00（夏令时）。

## 行政
诺塞勒的邮政编码为15250，INSEE市镇编码为15140。

## 政治
诺塞勒所属的省级选区为诺塞勒县。

## 人口

1962-2008年间诺塞勒人口变化图示

诺塞勒于2022年1月1日时的人口数量为2164人。

## 友好城市
法國 阿尔斯昂雷